# 新世界流動電話

新世界流動電話有限公司（New World PCS Ltd），是一家在香港註冊的有限公司，母公司為CSL New World Mobility Group。公司主要透過服務品牌新世界傳動網提供PCS網絡（即GSM-1800）在香港流動電話通訊服務。公司於2008年改名為香港移動通訊有限公司。
公司目前持有由電訊管理局發放的公共無線電通訊服務牌照。

## 歷史
新世界流動電話有限公司，原屬新世界發展旗下的新世界移動控股有限公司（簡稱新移動），公司主要經營提供流動電話服務的新世界傳動網。
2006年3月，新世界流動電話有限公司與香港流動通訊有限公司（CSL）完成合併，組成新公司CSL New World Mobility Group，由澳洲電訊及香港企業新世界發展合營，該公司全資持有香港流動通訊有限公司（CSL），旗下經營另外兩個流動電話服務品牌1010及One2Free。
2008年6月19日，新世界流動電話有限公司改名為香港移動通訊有限公司，並將原本屬於香港流動通訊有限公司（CSL）的業務轉移到此公司。